# Drosera pygmaea
Drosera pygmaea DC., 1824 è una pianta carnivora appartenente alla famiglia Droseraceae.

## Descrizione
È una piccola pianta erbacea annuale o biennuale  che si accresce formando delle rosette. Raggiunge dimensioni tra gli 8 e i 18 cm.
Come tutte le Droseraceae le foglie presentano delle ghiandole che secernono una sostanza collosa utilizzata dalla pianta per attirare ed uccidere gli insetti che vi rimangono intrappolati, da cui ricava i nutrienti necessari al suo sviluppo.

## Distribuzione e habitat
Vive nelle paludi e nelle torbiere povere di nutrienti di Nuova Zelanda ed Australia.